# Crest Animation Productions
Crest Animation Productions (anciennement Rich Animation Studios et RichCrest Animation Studios) est une société d'animation par ordinateur et de production de films américaines, fondé par Richard Rich après son départ des studios Disney en 1984. La société fut rachetée en 1999-2000 par les studios de la Crest Animation Studios. Officiellement, la société a produit huit films depuis 1994. En 2005, les studios signent un accord avec LionsGate dans le cadre de la production de trois films en image de synthèse.

## Filmographie
| n° | Titre                                         | Année |
| -- | --------------------------------------------- | ----- |
| 1  | Alpha et oméga                                | 2010  |
| 2  | Le petit train bleu                           | 2011  |
| 3  | Le Cygne et la Princesse                      | 2012  |
| 4  | Alpha et Oméga 2                              | 2013  |
| 5  | Le Cygne et la Princesse : une famille royale | 2014  |
| 6  | Alpha and Omega 3 : The Great Wolf Games      | 2014  |